# Mandu Ladino
Mandu Ladino, född i São Miguel do Tapuio, död 1716 i Parnaíba i Brasilien, var en arani-ledare som ledde en av de största urfolk-revolterna i Brasilien.
Mandu Ladino förlorade sina föräldrar vid 12 års ålder och fördes till cariri-byn Boqueirão, för att studera och förkristnas av Kapucinorden. Ladinos hat växte allt större när han såg mästarna som utbildade honom bränna hans folks idoler, kläder och andra religiösa föremål. Efter det flydde han från byn men tillfångatogs på vägen och såldes som slav till en boskapsskötare som med tiden fick hans förtroende. År 1712 såg Mandu Ladino sin syster bli mördad varpå han samlade flera tupaia-folk och återvände till platsen och för att utplåna hela militärgarnisonen. Från den stunden började hans revolt-ledarskap. Hans revolt spred sig också till närliggande regioner i Maranhão, Piauí och Ceará. Många portugisiska conquistadorer dödades och mer än hundra rancher förstördes men missionärerna skonades. De brände också ner många kyrkor, men såg till att ta bort alla religiösa bilder innan. Flera portugisiska militärexpeditioner mot Mandu misslyckades. År 1716 dödades Ladino av tupaias rivalgrupp tabajaras efter att ha försökt fly i floden Parnaíba.